# Malerei in der Gotik
Die gotische Malerei entwickelte sich vom 12. Jahrhundert bis ins 16. Jahrhundert. In ihrer frühen und mittleren Phase war sie ganz Bedeutungsmalerei, bei der meist nicht die naturalistische Darstellung von Personen oder die räumliche Perspektive im Vordergrund stand, sondern die Anordnung, Proportionierung und Farbgebung nach religiösem Sinngehalt („Bedeutungsperspektive“).
In der Wahl der Motive herrschte eindeutig das Religiöse vor (Flügelaltäre, Andachtsbilder etc.), es wurden aber durchaus auch weltliche Motive wie das höfische Leben, Jagd und Feste aufgegriffen.

## Unterschiedliche Techniken und Regionen
Begünstigt durch die Entstehung großer Fensterflächen, verdrängte nördlich der Alpen am Anfang der Gotik die Glasmalerei das Fresko und erlebte eine Blüte.
Hierbei nahm Italien jedoch eine Sonderstellung ein, weil dort die Architektur große Wandflächen erhielt. Den Höhepunkt der Fresken in der Gotik lieferte sicherlich Giotto di Bondone mit seinem vorher noch nie da gewesenen Naturalismus. Er belebte seinen Raum mit Tiefe und ging auf jede seiner Figuren in Mimik und Gestik individuell ein.
Neben der Glasmalerei erblühte in Frankreich ab Mitte des 13. Jahrhunderts auch die Buchmalerei, mit der zunehmend nicht nur liturgische Werke, sondern auch Stundenbücher und weltliche Handschriften ausgestattet wurden. Den Gipfel dieser Entwicklung bildeten die Gebrüder Limburg und ihr Meisterwerk, das Très Riches Heures du Duc de Berry (1413–1416). Lange Zeit blieb die Buchmalerei vorherrschende Form der Malerei, in Frankreich z. B. bis Anfang des 15. Jahrhunderts, und nahm so großen Einfluss auch auf die Entwicklung der Tafelmalerei.
Auch hier nahm Italien wiederum eine Sonderrolle ein, da dort die Tafelmalerei schon zu Beginn der Gotik eine Vorrangstellung innehatte. Cimabue war der Erste, der Schritte auf dem Weg des Naturalismus ging. Zwar blieben seine Werke noch sehr byzantinisch, aber sie gewannen schon erste Tiefe. Ihm folgte Duccio, dessen Malerei mit ihren fließenden Linien, den locker fallenden Gewändern und der schon erhöhten Tiefe den neuen Stil zeigen, sich aber doch noch nicht vom alten lösten.
Dies gelang Giotto di Bondone. Er bemühte sich darum, alle Elemente eines Bildes zu einer stimmigen Einheit zusammenzufügen, was einen wesentlichen Fortschritt der Malerei bedeutete. Er war so herausragend, dass er, obwohl eindeutig der Gotik zugehörig, oft auch als Wegweiser der Renaissance genannt wird.
Die Gotik in ihrem reinsten Stil verkörperte in Italien Simone Martini mit seiner höfischen Eleganz. Seit der zweiten Hälfte des 14. Jahrhunderts nahm die Tafelmalerei durch den Einfluss der Italiener auch nördlich der Alpen eine vorrangige Stellung zu der Buchmalerei ein, nicht zuletzt durch Martini, aber auch wegen des weitgereisten Gentile da Fabriano und Pisanellos. Zentren der Kunst bildeten sich in Böhmen und am Papsthof in Avignon. Dorthin wurde 1340/41 auch Martini berufen, womit sich sein Einflussgebiet weiter ausdehnte.
Durch die Synthese von Martinis höfischer Eleganz und der flämischen Bestrebung nach Detailgenauigkeit sowie die Einbeziehung italienischer und französischer Einflüsse entstand in der zweiten Hälfte des 14. Jahrhunderts ein Internationaler Stil, auch Schöner oder Weicher Stil genannt. Dieser war im Gegensatz zu den vorher nebeneinander existierenden Strömungen gesamteuropäisch. Wichtige Schulen entstanden an den Höfen in Paris, Mailand und Böhmen, wo Kaiser Karl IV. die neue Kunst förderte.
Die Internationale Gotik bevorzugt weiche Gesichtszüge, eine geschwungene Haltung der dargestellten Personen (S-Kurve) und eine fließendweiche, üppige Darstellung des Faltenwurfs.
Ein gutes Beispiel dafür, wie international dieser Stil wirklich war, liefert das Wilton-Diptychon. Dass es gegen Ende der Regierungszeit Richards II. von England durch die Hand eines Flamen, Engländers, Franzosen oder Böhmen entstand, sind die einzigen Merkmale, auf die sich Kunsthistoriker bei ihm bisher festlegen können.
Um 1420 trennte sich die Entwicklung. In Italien begann die Frührenaissance, im Norden traten die flämischen Primitiven auf, die der höfischen Eleganz bürgerliche Schlichtheit entgegensetzten. Der Goldgrund wich endgültig. Stattdessen wurde die Landschaftsdarstellung perfektioniert, die Verblauung entwickelt, und immer häufiger schuf man Szenen in Innenräumen. Es gelang ihnen eine stimmige Perspektive zu zeigen, obwohl diese nicht wie in Italien konstruiert wurde. Ein Mitbegründer dieser neuen Richtung war Robert Campin. Jan van Eyck etablierte die Ölfarbe durch Verwendung eines neuen Bindungsmittels. Ölfarben haben gegenüber den Temperafarben den Vorteil, länger ihren Glanz zu bewahren. Ein Schüler von Campin, Rogier van der Weyden stellte Menschen in einer neuen psychischen Intensität dar und perfektionierte die Wiedergabe von Stofflichkeit. Außerdem verband er den Naturalismus der Flamen mit der Formensprache der Gotik. Hieronymus Bosch stellte der Natürlichkeit der Anderen eine bizarre, verschreckende Welt voller Endzeitstimmung entgegen und blieb der Spätgotik stärker verhaftet.
In der Phase der Spätgotik trat verbreitet Endzeitstimmung auf, da man glaubte, 1500 könnte die Welt untergehen. Es war eine Zeit des Umbruchs, in der man sich vermehrt mit der Passion Christi beschäftigte und diese immer drastischer darstellte. Andererseits wurde der Einfluss der Renaissance immer stärker. Einer der letzten großen Maler der Gotik war Matthias Grünewald, den man als geistigen Antipoden Dürers sehen kann. Seine Darstellungen der Kreuzigung zählen zu den drastischsten, der Isenheimer Altar gilt als sein Meisterwerk. Nach dieser Zeit (ca. 1525/30) setzte sich die Renaissance endgültig durch. Nur in England blieb die Gotik in der Malerei wie auch in der Architektur noch einige Zeit erhalten; ein Beispiel sind die Porträts von Elisabeth I.

## Fresken
Als größter profaner Freskenbestand des Mittelalters gilt die Ausmalung von Schloss Runkelstein bei Bozen, die zwischen 1390 und 1410 im Auftrag von Niklaus Vintler geschaffen wurde und höfische Szenen neben literarischen Stoffen zeigt.

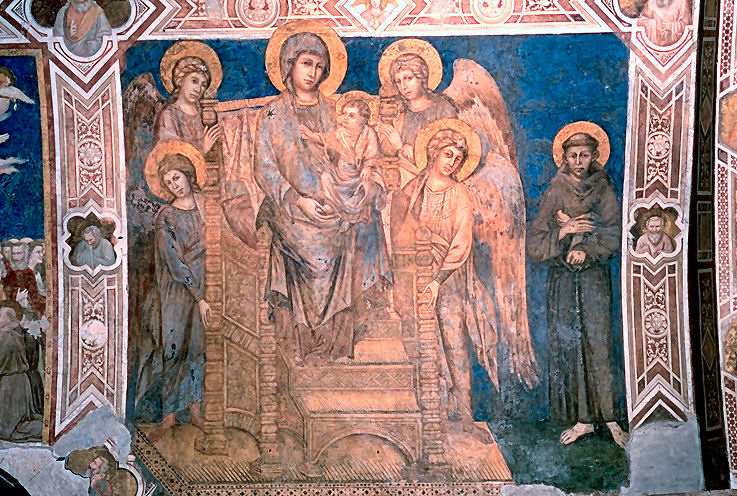
Maesta von Cimabue, um 1280, San Francesco, Assisi
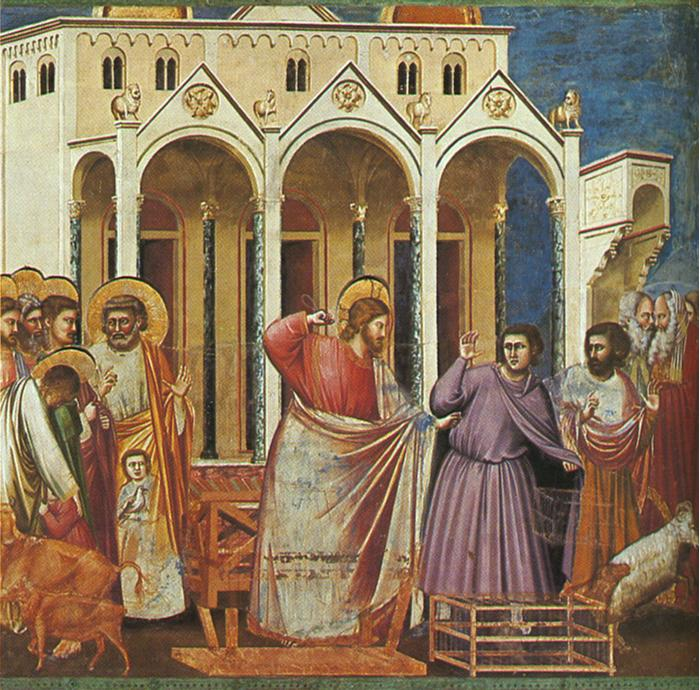
Jesus vertreibt die Händler von Giotto, 1305, Scrovegni-Kapelle, Padua
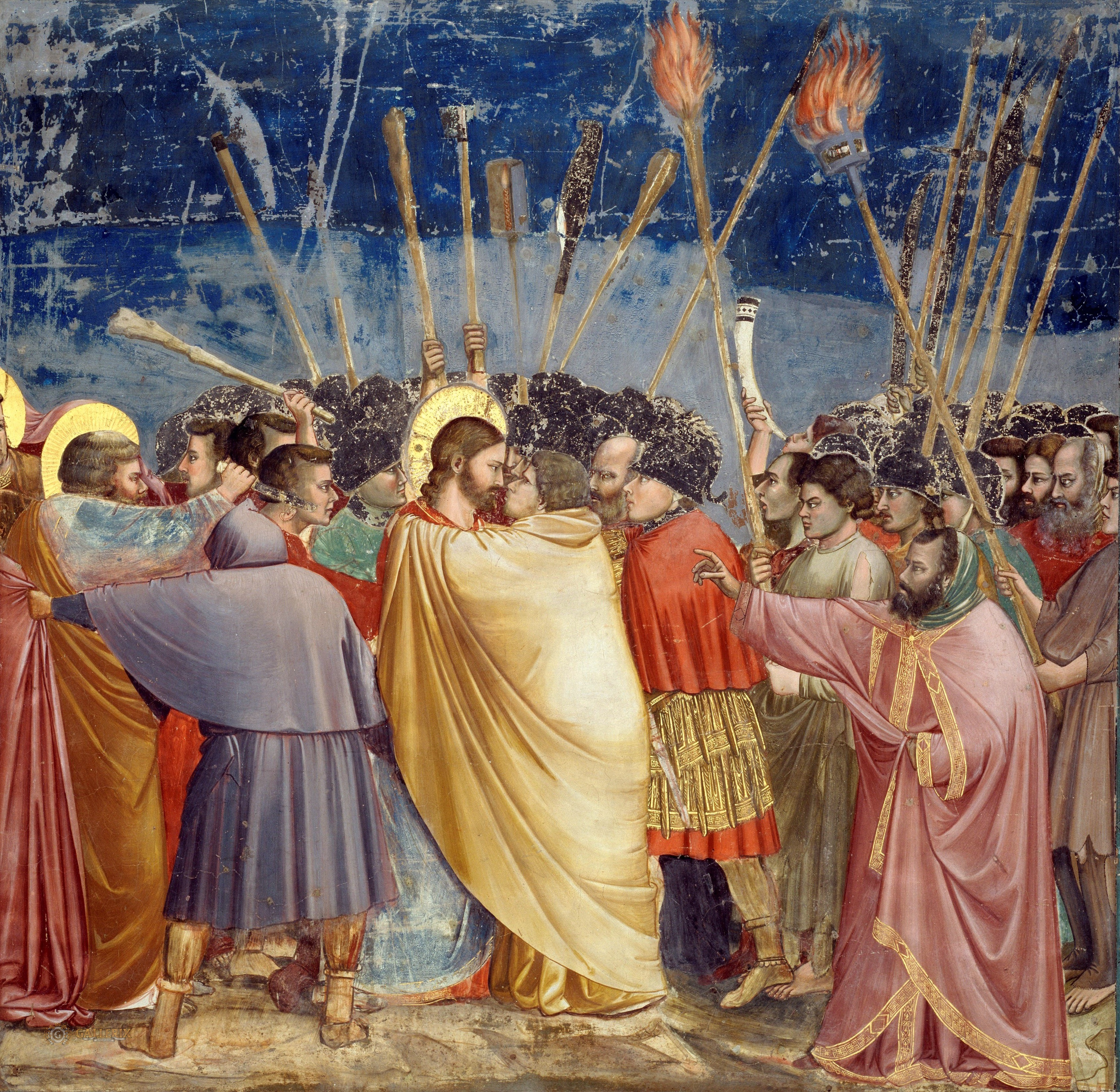
Kuss des Judas von Giotto, 1304–1306, Scrovegni-Kapelle, Padua
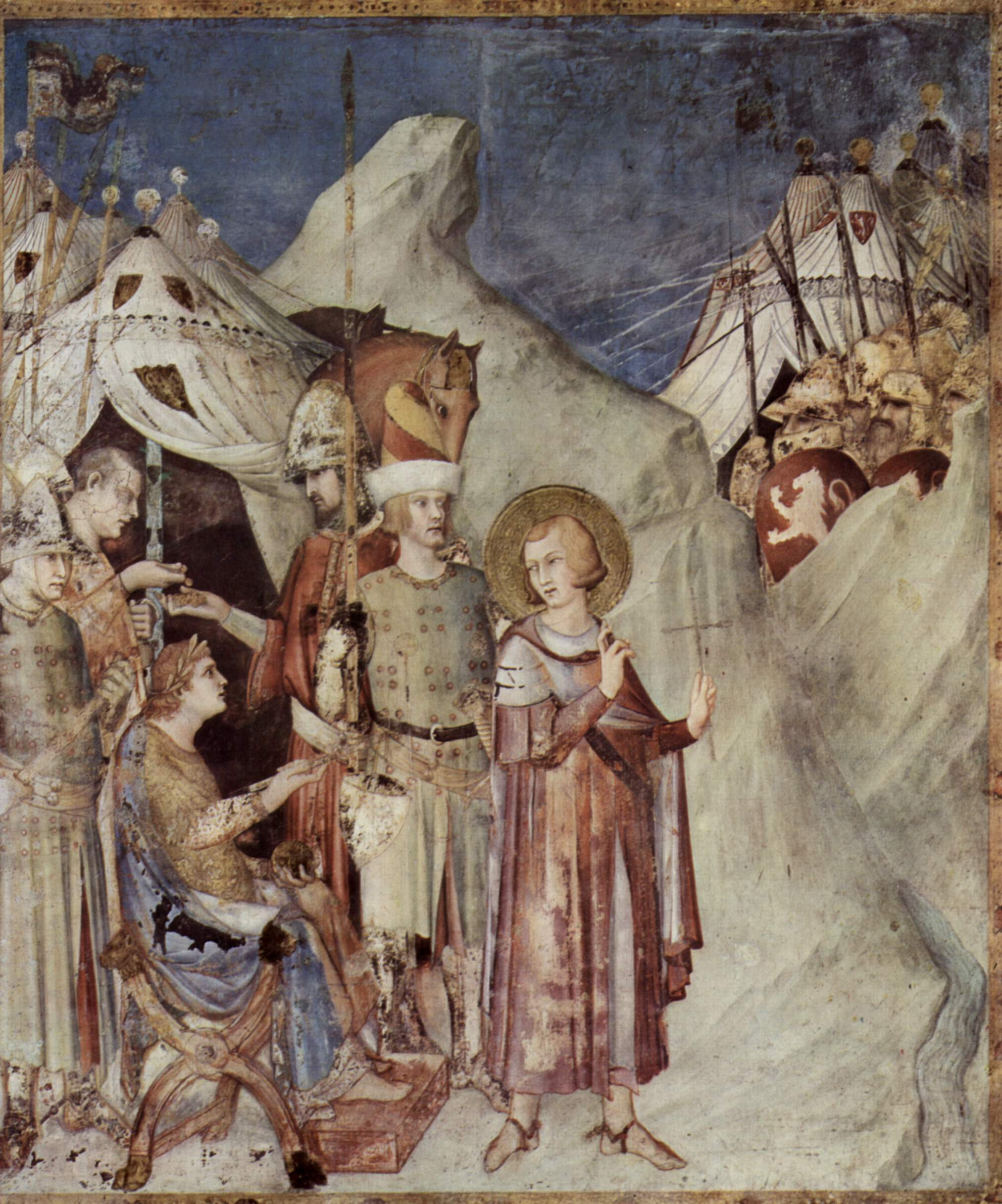
St. Martin kehrt sich ab vom Leben als Ritter von Simone Martini, 1317–1319, San Francesco, Assisi

## Tafelmalerei

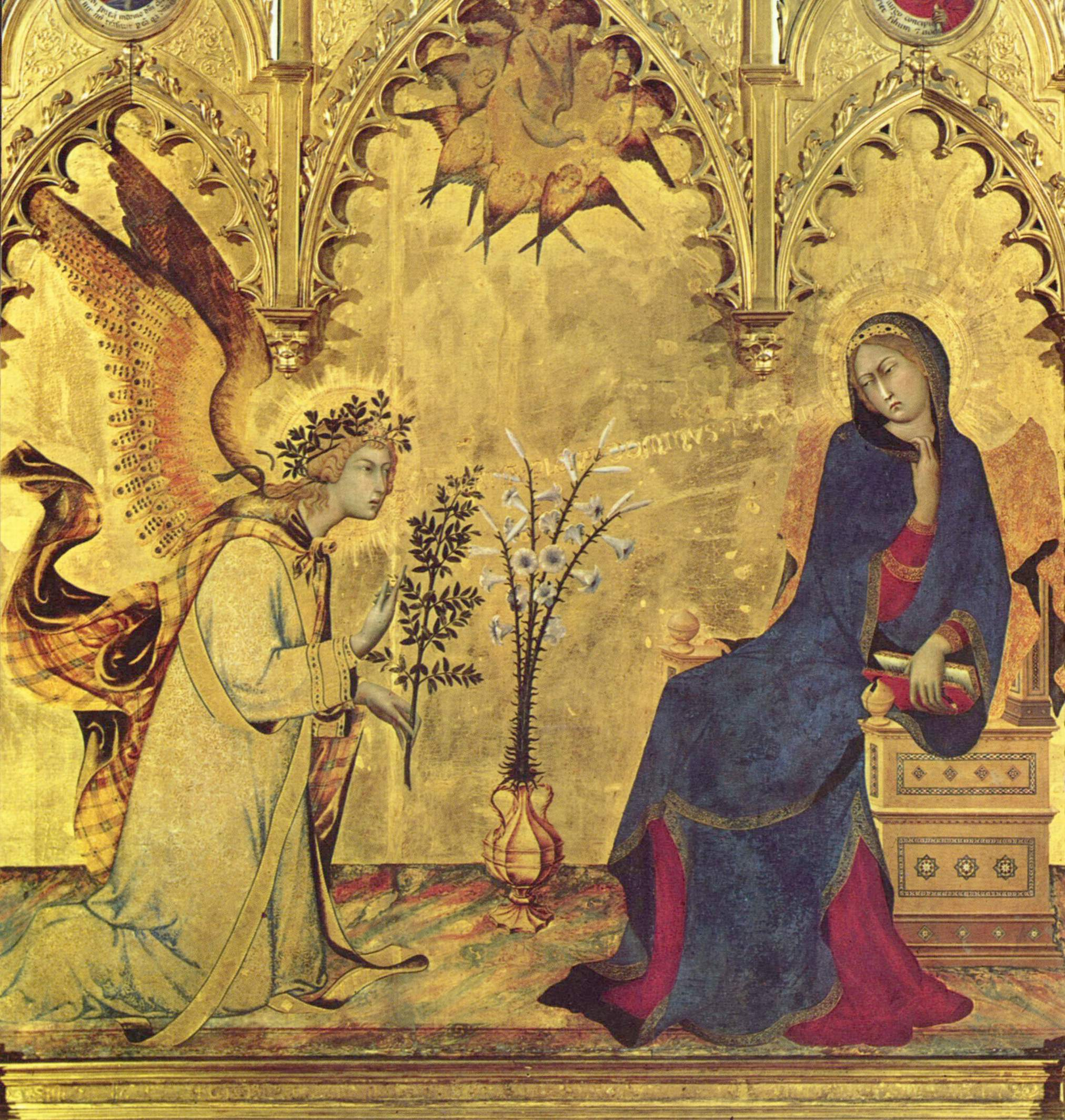
Verkündigung, Simone Martini, 1333
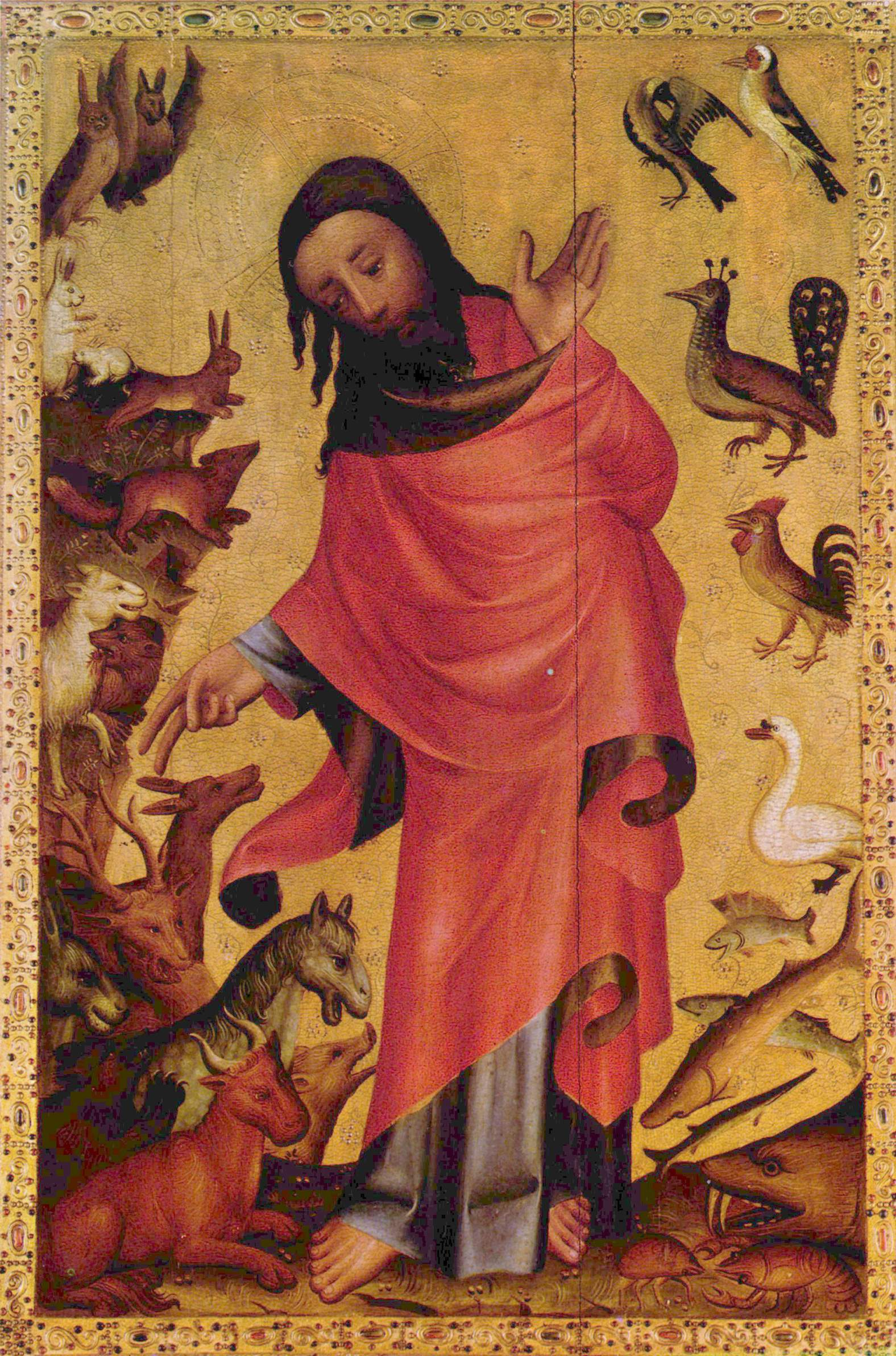
Erschaffung der Tiere, Petri-Altar, Meister Bertram, um 1380, Hamburg, Kunsthalle
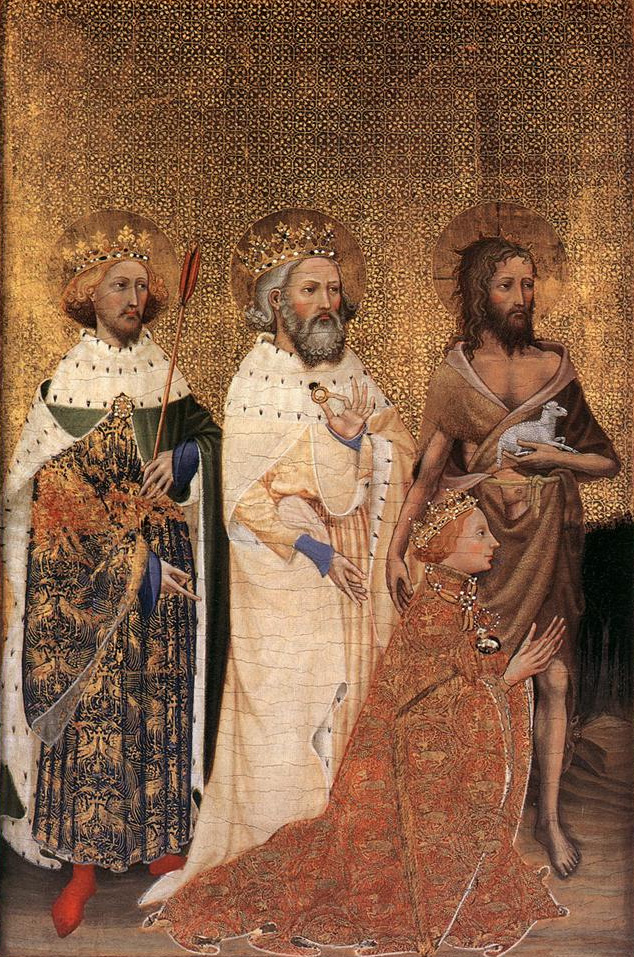
Wilton-Diptychon, linke Seite, um 1395
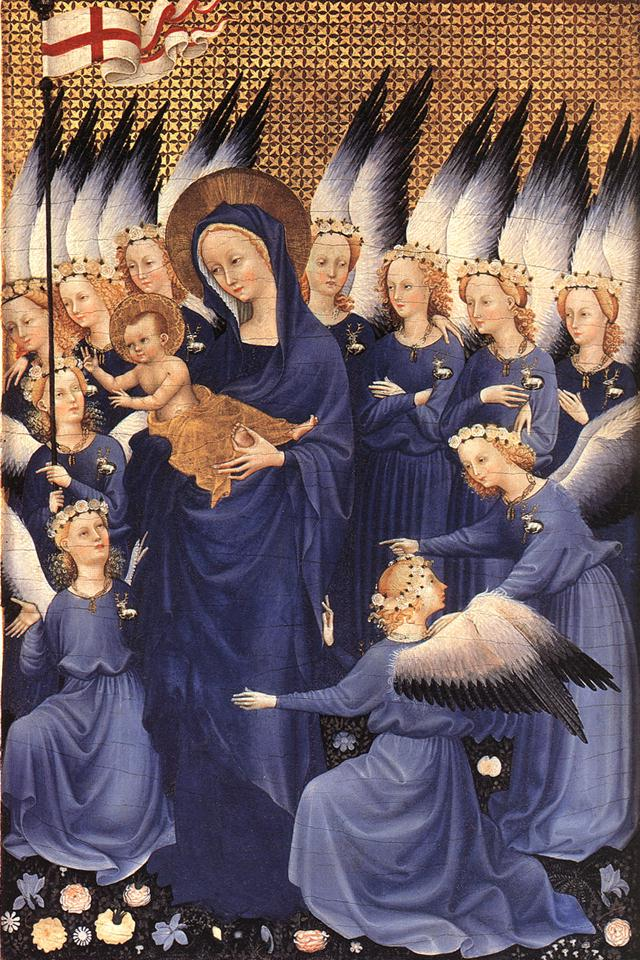
Wilton-Diptychon, rechte Seite, um 1395
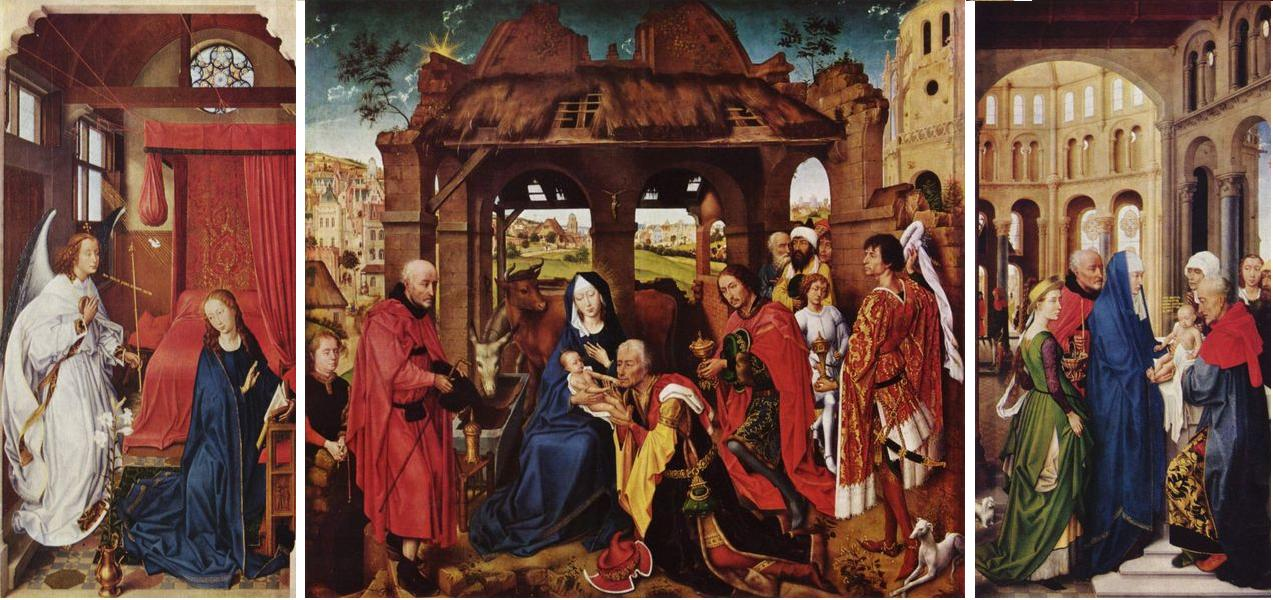
Der Columba- oder Dreikönigsaltar von Rogier van der Weyden, ca. 1455, Alte Pinakothek, München (ursprünglich St. Columba, Köln)
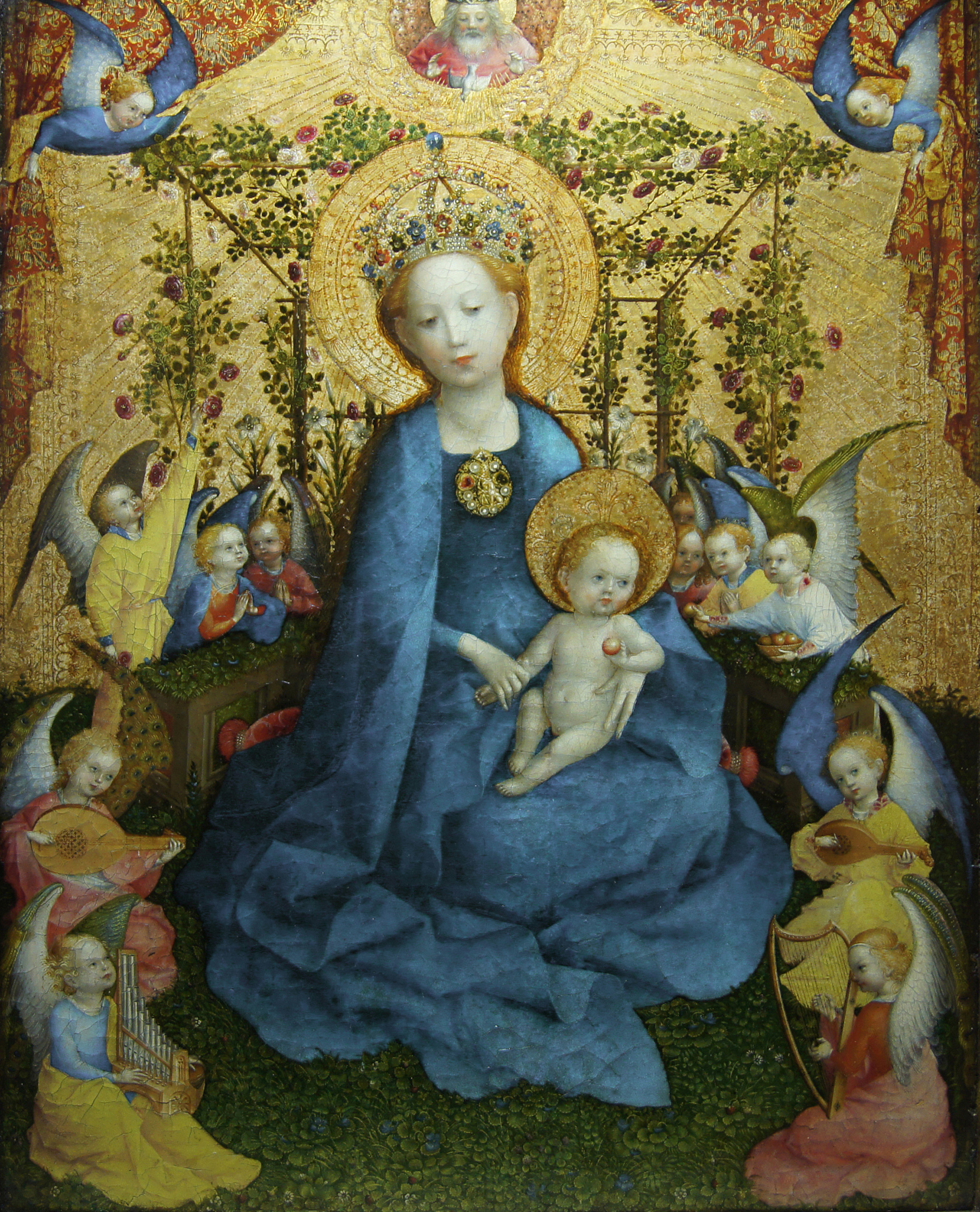
Madonna im Rosenhag von Stefan Lochner, um 1448, Malerei auf Holz, Wallraf-Richartz-Museum, Köln
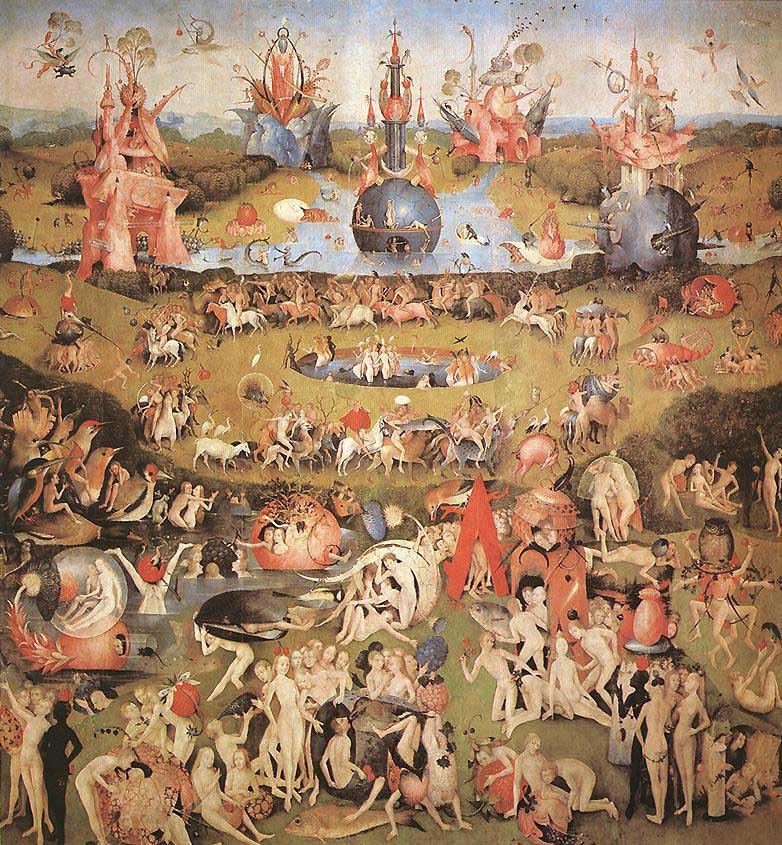
Garten der Lüste von Hieronymus Bosch, 1515, Öl auf Holz, Prado, Madrid
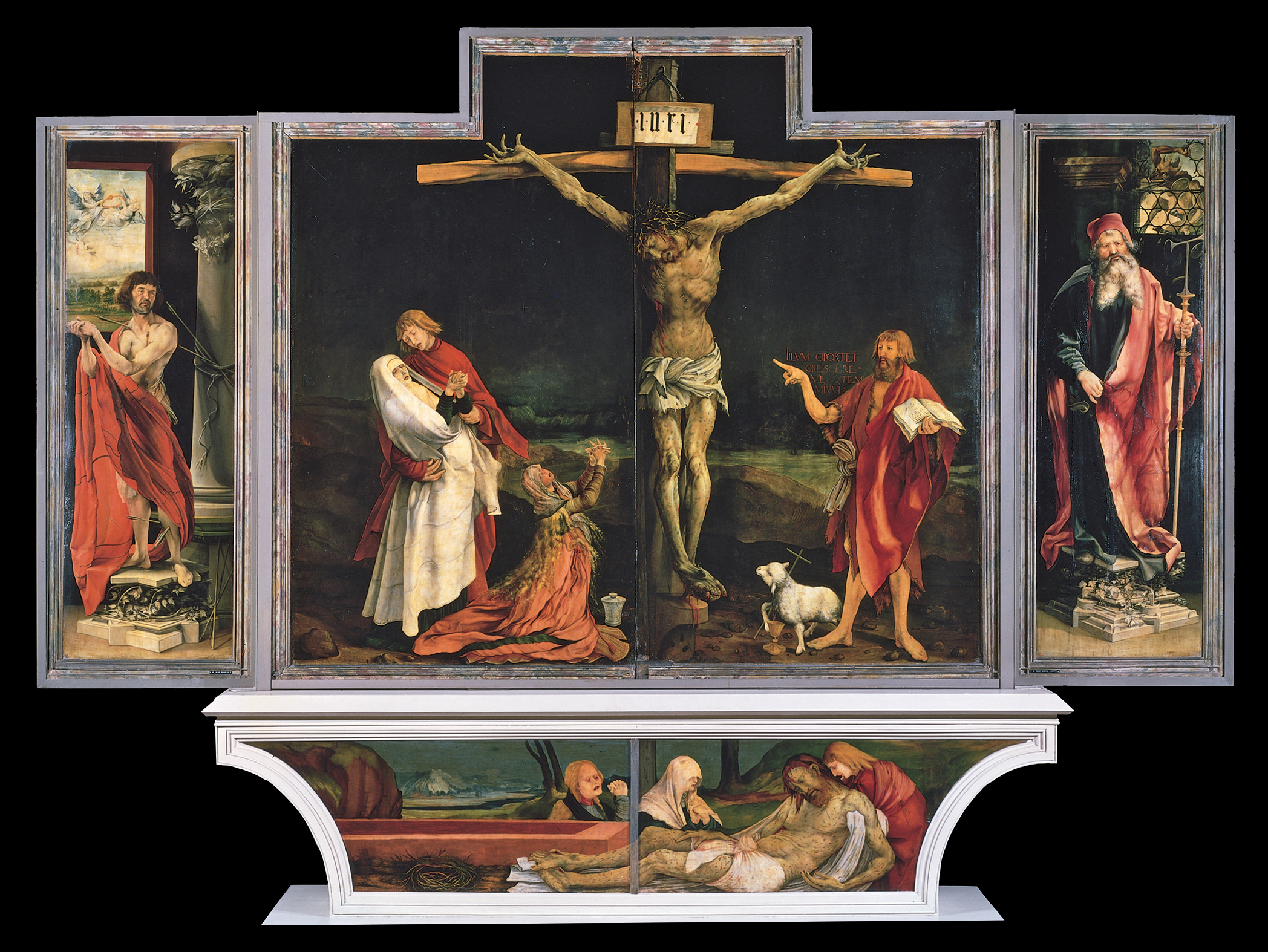
Erste Schauseite des Isenheimer Altars, Matthias Grünewald, 1506–1515, Colmar, Musée d’Unterlinden

## Buchmalerei
In Frankreich und England setzte die Gotik in der Buchmalerei um 1160/70 ein, während in Deutschland noch bis um 1300 romanische Formen dominant blieben. Während der gesamten gotischen Epoche blieb Frankreich als führende Kunstnation bestimmend für die stilistischen Entwicklungen der Buchmalerei. Zeitgleich mit dem Übergang von der Spätgotik zu Renaissance verlor die Buchmalerei ihre Rolle als eine der bedeutendsten Kunstgattungen infolge der Verbreitung des Buchdrucks in der zweiten Hälfte des 15. Jahrhunderts.
An der Wende vom 12. zum 13. Jahrhundert trat die kommerzielle Buchherstellung an die Seite der monastischen Buchproduktion. Ausgangspunkt für diesen gravierenden Einschnitt waren die Universitäten; für die Buchmalerei war jedoch der hohe Adel bedeutsamer, der wenig später als Auftraggeber weltlicher höfischer Literatur hinzukam. Der meistillustrierte Buchtyp war das für den privaten Gebrauch bestimmte Stundenbuch. Mit der Herausbildung kommerzieller Ateliers traten in der Gotik immer mehr Künstlerpersönlichkeiten namentlich in Erscheinung. Ab dem 14. Jahrhundert wurde der Meister typisch, der eine Werkstatt leitete, mit der er sowohl in der Tafel- als auch in der Buchmalerei tätig war.
Stilistische Charakteristika, die während der gesamten Gotik gültig blieben, waren ein weicher, durchschwungener Figurenstil mit geschmeidigem, kurvig linearem Duktus, höfische Eleganz, überlängte Figuren und fließende Faltenwürfe. Weitere Kennzeichen waren die Verwendung zeitgenössischer architektonischer Elemente zur dekorativen Gliederung der Bildfelder. Ab der zweiten Hälfte des 12. Jahrhunderts fanden in ganz Europa meist rote und blaue Fleuronné-Initialen als typische Dekorform der Manuskripte des unteren und mittleren Ausstattungsniveaus Verwendung. Selbständige Szenen als historisierte Initialen und Drolerien am unteren Bildrand boten Raum für phantasievolle, vom illustrierten Text unabhängige Darstellungen und trugen wesentlich zur Individualisierung der Malerei und zur Abkehr von erstarrten Bildformeln bei. Ein naturalistischer Realismus mit Perspektive, räumlicher Tiefenwirkung, Lichteffekten und realistischer Anatomie der dargestellten Personen setzte sich, ausgehend vom Realismus der Kunst der südlichen Niederlande, im Laufe des 15. Jahrhunderts zunehmend durch und wies auf die Renaissance.

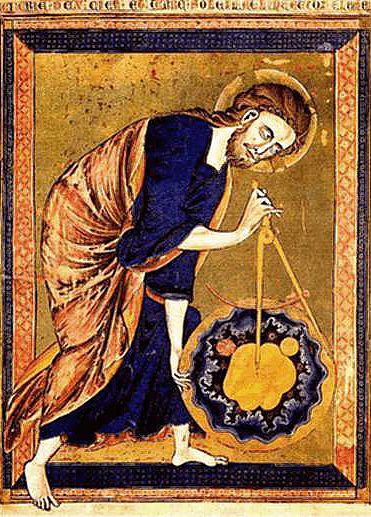
Gott als Baumeister, Bible moralisée, ca. 1250, Wien, Nationalbibliothek
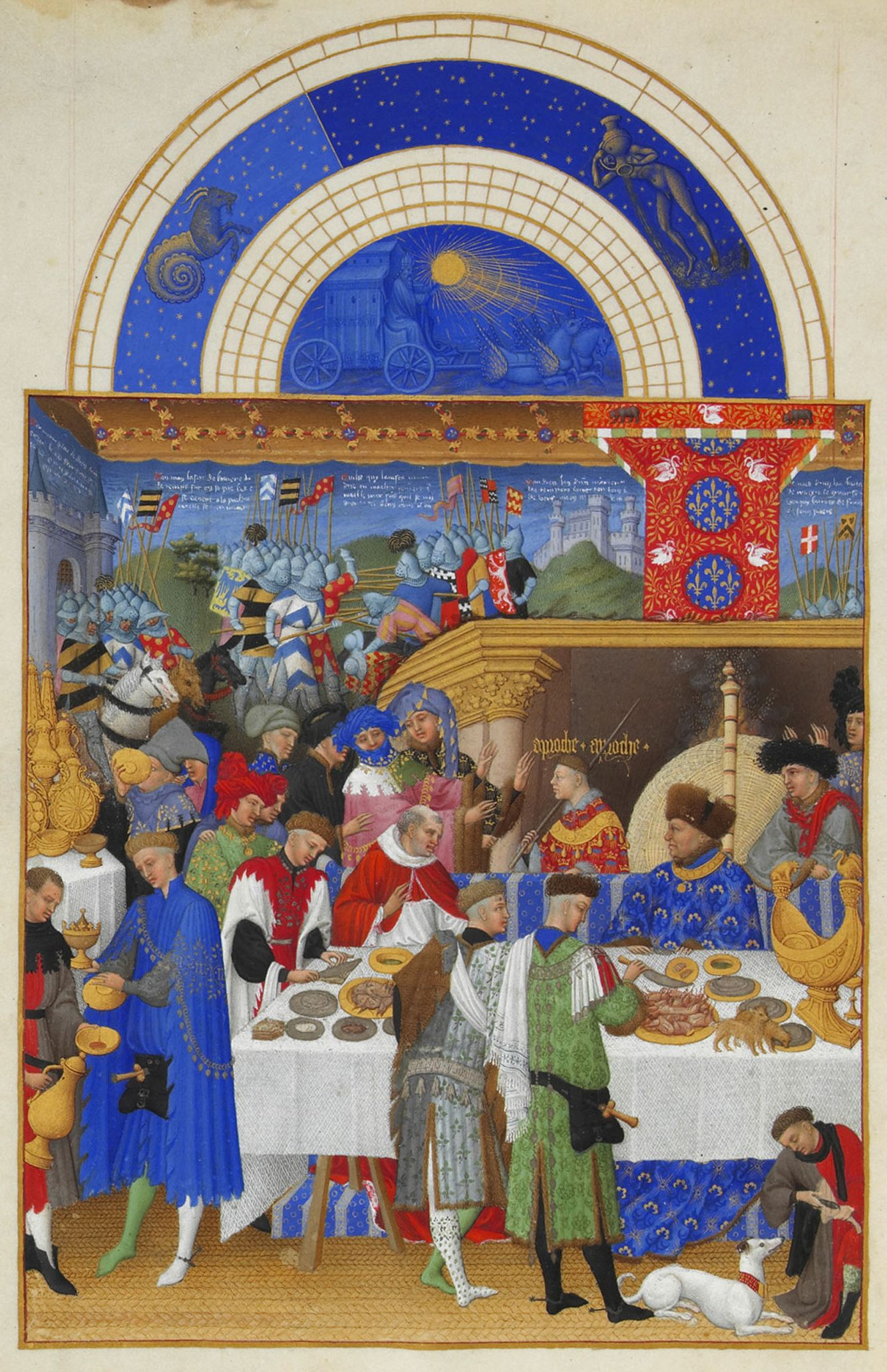
Januar aus Très Riches Heures du duc de Berry, Gebrüder Limbourg, 1412–1416, Chantilly, Musée Condé
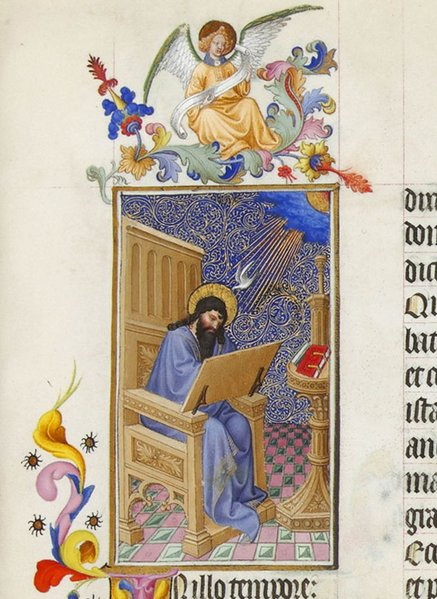
Der Evangelist Lukas, Très Riches Heures du duc de Berry, Gebrüder Limbourg, 1412–1416, Chantilly, Musée Condé
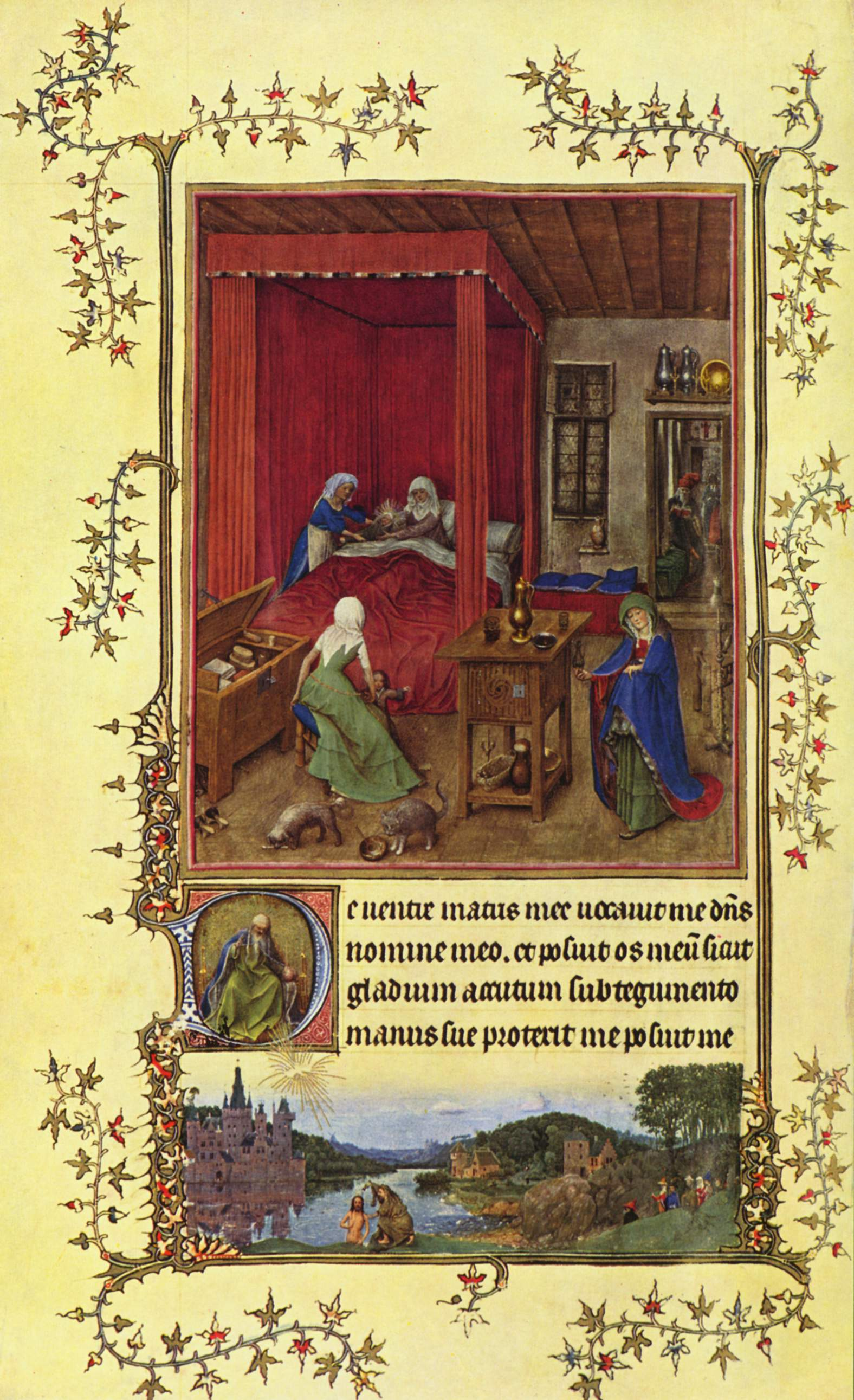
Geburt Johannes des Täufers, Très Belles Heures de Notre-Dame, Meister G des Mailänder Gebetsbuches (evtl. Jan van Eyck), 1422, Mailand